# ان هوی
ان هوی (انگلیسی: Ann Hui؛ زادهٔ ۲۳ مهٔ ۱۹۴۷) یک هنرپیشه، کارگردان، و تهیه‌کننده اهل جمهوری خلق چین است.